# Beipiao
Beipiao (北票 ; pinyin : Běipiào) est une ville de la province du Liaoning en Chine. C'est une ville-district placée sous la juridiction administrative de la ville-préfecture de Chaoyang.

## Démographie
La population du district était de 624 966 habitants en 1999.